# 汪惟贤
汪惟贤（？—1306年），字安卿，巩昌府盐川镇（今甘肃省漳县）人，元朝政治人物。

## 生平
弱冠之年为巩昌路等24处军前便宜都总帅，历任中书吏部尚书，江淮等处行省左丞、平章政事，最後官至榮祿大夫、大司徒。

## 家族
祖父汪世显。父汪德臣，为次子。